# Parazuphium maroccanum
Parazuphium maroccanum é uma espécie de insetos coleópteros pertencente à família Carabidae.
A autoridade científica da espécie é Antoine, tendo sido descrita no ano de 1963.
Trata-se de uma espécie presente no território português.